# Aleydis von Schaerbeek
Aleydis von Schaerbeek, auch Aleidis, Adelaide, Adelheid, Alheid, Alize, Alke und auch Alice die Aussätzige; (* um 1215 oder um 1225 in Schaerbeek im damaligen Herzogtum Brabant im Heiligen Römischen Reich, heute ein Vorort von Brüssel; † 11. Juni 1250
ebenda) war eine Zisterzienserin und Mystikerin. In der römisch-katholischen Kirche wird sie als Heilige verehrt.

## Leben
Ihre Lebensgeschichte ist überliefert und niedergeschrieben von einem unbekannten Zeitgenossen, der wahrscheinlich ein Zisterziensermönch und Beichtvater der Gemeinschaft war. Sie entstand vermutlich um 1260.
Wer ihre Eltern sind, ist nicht bekannt. Als Kind galt sie als gebrechlich, intelligent und freundlich. Im Alter von sieben Jahren kam sie in die Zisterzienserinnenabtei La Cambre, wo sie für den Rest ihres Lebens blieb. Kurz nach ihrem Gelübde erkrankte sie im Alter von etwa 20 (oder 22) Jahren an Lepra und musste in einer kleinen Hütte am Rande des Klostergeländes isoliert werden, was eine räumliche Trennung zur Gemeinschaft bedeutete. Sie lebte dort vier Jahre, bevor sie in einer Hütte an der Apsis der neu errichteten Klosterkirche, wo sie – versorgt von ihrer leiblichen Schwester Ida – den Rest ihres Lebens verbrachte.
Die Trennung von der Gemeinschaft und ihre Krankheit verursachten ihr tiefes Leid und es wird gesagt, dass sie ihre Leiden für die Rettung der Sünder und die Befreiung der Seelen aus dem Fegefeuer aufopferte.

## Verehrung
Aleydis’ Festtag ist der 11. Juni, im Zisterzienserorden der 12. Juni, in der Diözese Mechelen der 15. Juni. Ihre Verehrung gestattete mit Dekret vom 1. Juli 1702 Papst Clemens XI. für die italienische Feuillantenkongregation, von dort fand sie 1870 Eingang in das Zisterzienserbrevier. Papst Pius X. erlaubte 1907 den Kult in allen belgischen Diözesen.
Sie ist die Schutzpatronin der Blinden, Lahmen und Behinderten.